# Frank Shaughnessy
Francis John Shaughnessy, detto Frank (Roanoke, 21 giugno 1911 – Montréal, 12 giugno 1982), è stato un hockeista su ghiaccio statunitense.

## Palmarès

### Olimpiadi invernali
- Bronzo a Garmisch-Partenkirchen 1936 nell'hockey su ghiaccio.